# Primär
|  | Wiktionary har en ordboksartikel om primär. |

Primär (av latin primarius, först i ordningen), ursprunglig, grundläggande.
Inom filosofi: Locke skiljer mellan tingens primära kvaliteter, som tillkomma dem i och för sig (storlek, gestalt, täthet och rörelse), och sekundära kvaliteter, som bero på vår uppfattning. Liknande särskillnad görs ock av Galilei, Cartesius, Hobbes m. fl. 
Genom Kants lära om rummet och tiden som uppfattningssätt hos vår sinnliga åskådningsförmåga förlora även de primära kvaliteterna sin objektivitet, varefter som av vårt medvetande oberoende endast återstår det "ting i sig", som ger våra åskådningar deras innehåll. För Fichte faller även detta bort, i det att det objektiva fattas som jagets egen självinskränkning.
Inom pedagogik: Primär undervisning kallas den första, grundläggande barnundervisningen. Folkskolorna kallas därför i Frankrike écoles primaires.